# Duacarí
Duacarí è un distretto della Costa Rica facente parte del cantone di Guácimo, nella provincia di Limón.